# 人格解體
人格解體（英語：Depersonalization），又稱失自我感，是個人自我認知機制的一种異常狀況。它使人覺得在觀察自己的行為（雖然他并不能控制局面）。出现人格解体者的痛苦感也发生改变，感到世界变得不那么真切、变得模糊、如同在梦中一般、缺少意義，這會干扰感觀，因此許多患者感到他们生活在梦中，感到自己不真实。慢性人格解體是指人格解體障礙，在DSM中被分類為解離症。虽然任何人承受较大压力或疲惫时，人格解体都会短暂地发生。但慢性人格解体则更多是指那些有严重的心理創傷或长期焦虑的人遇到的情况。人格解体障碍是包含解离性身份障碍、未定义解离症（DD-NOS）在内的所有单纯解离类精神病中最为严重的病症。它同時也是一個在其他一些非解離性精神障礙中常常存在的症狀，如焦慮症、抑鬱症、躁鬱症、強迫症、偏頭痛和失眠症都可能导致这一症状。但人格解体、失真感有時也是被追求的，如对于使用软性毒品的人。

## 描述
疾病患者感到他们的躯体、内心活动与他们分离，觉得自己的感受、感觉、情感和行为并不属于自己，而更像是外部他人的经历。患者常常陈述他们觉得所有事物都显得不真实、朦胧。同样，对于自我的认知感也随之消失（“人格解体”因此得名）。人格解体可能导致极高的焦虑程度，而焦虑又将再次加重病情。
人格解体的典型症状是自我感消失、对现实环境感到陌生即失去对现实环境的认知感。

## 患病率
人格解体感是第三多见的精神科症状，仅次于焦虑感和压抑感。人格解体是一些焦虑问题的症状之一，比如恐慌症。它也常常伴随失眠（常常是人们面对倒时差、偏头痛、癫痫（特别是顳葉癲癇）、强迫症、压力、焦虑时发生）。Interoceptive exposure是一个非药物的可以被用来促使出现人格解体症状的手段。
一个针对本科生的调查显示，在离解体验量表的人格分裂／失真感分量表上打分较高的个体更加明显的皮质醇反应。在吸收分项量表（用于测量一个人的专心程度的量表）上打分较高的个体显示出较轻的皮质醇反应。

## 藥理学和致病因
人格解体有时也是某种被追求的体验，比如对于使用软性毒品的人而言。它是一些解离药与致幻剂产生的效果，同时也常是咖啡因、酒精、大麻和米諾環素产生的副作用。人格解体也是很多毒品的经典的戒断症状。
由于长期使用苯二氮䓬而导致的苯二氮䓬依赖可以促使某些人产生人格解体症状和感知混乱；而即使那些每天使用稳定剂量苯二氮䓬的人也可能会有这种苯二氮䓬戒断综合症出现。
Lieutenant Colonel Dave Grossman在他的《杀人之时》（On Killing: The Psychological Cost of Learning to Kill in War and Society）一书中指出，军事训练会导致士兵出现人工的人格解体，因此抑制了同情心，使得他们更易于在战场上杀死其他人类。

## 治療
人格解体障碍作为一种独立的疾病，治疗主要是针对潜在致病因素的（无论是器质性的、还是精神性的原因）。如果人格解体障碍是神经元疾病的结果，那么首要方案就是诊断并治疗这种神经元疾病。人格解体障碍可能是诸如肌肉萎縮性側索硬化症、阿爾茨海默氏症、多發性硬化症、萊姆病等其他的影响脑功能的神经元疾病的症状。而对于伴有偏头痛的患者，三環類抗抑鬱藥物也常常使用。

## 研究
在伦敦精神病学院的人格解体研究中心（The Depersonalisation Research Unit at the Institute of Psychiatry）是世界在人格解体障碍研究方面的领导者。那里的研究者使用缩写“DPAFU”（Depersonalisation and Feelings of Unreality）作为这种精神障碍的名称。

## 参見
- 失實症
- 社會異化
- 腦霧
- Catatonic state
- 認知
- Compassion fatigue
- 解離 (心理學)
- Ego death
- Hallucinogen persisting perception disorder
- Human spirit
- 靈魂出竅
- 創傷後壓力症候群
- Psychedelic experience
- 心理創傷
- Spiritual crisis

## 引用
1. ↑  American Psychiatric Association (2004). Diagnostic and Statistical Manual of Mental Disorders DSM-IV-TR (Text Revision). American Psychiatric Association. ISBN 0-89042-024-6.
2. ↑  Depersonalization Disorder at Merck Manual of Diagnosis and Therapy Home Edition
3. ↑  Mayo Clinic Staff. .   [2016-12-11]. （原始内容存档于2017-03-10）.
4. ↑  Simeon D. . CNS Drugs. 2004, 18 (6): 343–354. PMID 15089102.
5. ↑  Sierra-Siegert M, David AS. . J. Nerv. Ment. Dis. December 2007, 195 (12): 989–95. PMID 18091192. doi:10.1097/NMD.0b013e31815c19f7.
6. ↑  Michelle V. Lambert, Mauricio Sierra, Mary L. Phillips, and Anthony S. David. The Spectrum of Organic Depersonalization: A Review Plus Four New Cases J Neuropsychiatry Clin Neurosci, May 2002; 14: 141 - 154.
7. ↑  Lickel J, Nelson E, Lickel A H, Brett Deacon. . Journal of Cognitive Psychotherapy: an International Quarterly. 2008, 22: 4.
8. ↑  Giesbrecht, T.; T. Smeets, H. Merckelbac and M. Jelicic. . J. Nerv. Ment. Dis. 2007, 195 (4): 282–87. PMID 17435477. doi:10.1097/01.nmd.0000253822.60618.60.
9. ↑  Stein, M. B.; Uhde, TW. . Biological Psychiatry. July 1989, 26 (3): 315–20. PMID 2742946. doi:10.1016/0006-3223(89)90044-9.
10. ↑  Raimo, E. B.; R. A. Roemer, M. Moster and Y. Shan. . Biological Psychiatry. June 1999, 45 (11): 1523–6. PMID 10356638. doi:10.1016/S0006-3223(98)00257-1.
11. ↑  Cohen, P. R. . Southern Medical Journal. 2004, 97 (1): 70–73. PMID 14746427. doi:10.1097/01.SMJ.0000083857.98870.98.
12. ↑  .   [2011-11-17]. （原始内容存档于2015-02-14）.
13. ↑  .   [2011-11-17]. （原始内容存档于2009-06-15）.
14. ↑  Marriott, S.; P. Tyrer. . Drug Safety. 1993, 9 (2): 93–103. PMID 8104417. doi:10.2165/00002018-199309020-00003.
15. ↑  Shufman, E.; A. Lerner and E. Witztum. . Harefuah. 2005, 144 (4): 249–51 and 303. PMID 15889607 （希伯来语）.
16. ↑  Djenderedjian, A.; R. Tashjian. . The Journal of Clinical Psychiatry. 1982, 43 (6): 248–49. PMID 7085580.
17. ↑  Mourad, I.; M. Lejoyeux and J. Adès. . L'Encéphale. 1998, 24 (3): 215–22. PMID 9696914 （法语）.
18. ↑  Ashton H. . J Subst Abuse Treat (benzo.org.uk). 1991, 8 (1-2): 19–28  [2011-11-17]. PMID 1675688. doi:10.1016/0740-5472(91)90023-4. （原始内容存档于2020-04-04）.
19. ↑  Terao T; Yoshimura R, Terao M, Abe K. . Biol Psychiatry. January 15, 1992, 31 (2): 212–3. PMID 1737083. doi:10.1016/0006-3223(92)90209-I.
20. ↑  Grossman, Dave. . Back Bay Books. 1996. ISBN 0-316-33000-0.
21. ↑  .   [2011-11-17]. （原始内容存档于2007-01-18）.